# Municipio de Skrīveri
El municipio de Skrīveru (en Letón: Skrīveru novads) es uno de los ciento diez municipios de Letonia, que abarca una pequeña porción del territorio de dicho país báltico. Fue creado durante el año 2009 después de una reorganización territorial. La capital es la villa de Skrīveri.

## Población y territorio
Su población se encuentra compuesta por un total de 4.117 personas (2009). La superficie de este municipio abarca una extensión de territorio de unos 105,4 kilómetros cuadrados. La densidad poblacional es de 39,06 habitantes por cada kilómetro cuadrado.